# Paulita Pappel
Paulita Pappel (Madrid, 13 dicembre 1987) è una regista e sceneggiatrice spagnola femminista che risiede a Berlino, Germania. È la fondatrice di Lustery, un sito di pornografia amatoriale, e di HARDWERK, una società di produzione indipendente. È anche direttrice del Pornfilmfestival di Berlino.

## Biografia

### Inizio e formazione accademica
Pappel è nata nel 1987 a Madrid, in Spagna. Cresciuta come femminista, iniziò ad affascinarsi alla pornografia fin dalla tenera età. Nel 2005, Pappel terminò gli studi e si trasferì in Germania. Sognava di diventare una pornostar e lasciò la Spagna perché si sentiva limitata dalla sua idiosincrasia fascista cattolica. Pappel frequentò  l'Università libera di Berlino, dove studiò letteratura comparata e conseguì la laurea nel 2013.

### Carriera
Durante il suo soggiorno all'Università libera di Berlino, Pappel scoprì il femminismo queer positivo e venne coinvolta nella comunità femminista queer di Berlino. Le sue convinzioni politiche la portarono a sfidare i tabù e le stigmatizzazioni sociali relative alla sessualità e iniziò a recitare in film porno femministi queer come atto di attivismo. Pappel ha lavorato in diverse produzioni femministe queer come Share (2010) di Marit Östberg e Mommy Is Coming (2012) di Cheryl Dunye. È apparsa anche in diversi film della serie XConfessions, fondata da Erika Lust.
A partire dal 2015, Pappel ha iniziato a lavorare come produttrice e direttrice di più produzioni. Partecipa anche alla comunità del porno femminista queer di Berlino ed è considerata un’icona della cultura del porno alternativo. Sostiene una cultura sessuale positiva e di consenso. Pappel organizza e gestisce anche il Pornfilmfestival di Berlino. Nel 2016, Pappel ha fondato Lustery.com, una piattaforma dedicata alla vita sessuale di coppie reali di tutto il mondo che filmano la loro vita sessuale e la condividono con la comunità. Nel 2020, Pappel ha fondato HARDWERK, una società di produzione, così come hardwerk.com, una piattaforma di femminismo sessualmente positivo con una vasta libreria di video porno.

## Filmografia

### Attrice
- 2010:	Share	(Regia di Marit Östberg)
- 2012:	Hasenhimmel	(Regia di Oliver Rihs)
- 2012:	Mommy Is Coming	(Regia di Cheryl Dunye)
- 2013:	Space Labia	(Regia di Lo-Fi Cherry)
- 2014:	XConfessions Vol. 3	(Regia di Erika Lust)
- 2014:	Magic Rosebud	(Regia di Roberta Pinson/Lavian Rose)
- 2014:	Performance	(Regia di Hanna Bergfors/Kornelia Kugler)
- 2015:	When we are together we can be everywhere	(Regia di Marit Östberg)
- 2016:	XConfessions Vol. 6	(Regia di Erika Lust)
- 2018:	XConfessions Vol. 12	(Regia di Poppy Sanchez)
- 2019:	Instinct	(Regia di Marit Östberg)
- 2019:	Eva Sola	(Regia di Lara Rodriguez Cruz)
- 2019:	The Intern – A Summer of Lust	(Regia di Erika Lust)

### Regista
- 2016:	Female Ejaculation
- 2016:	Birthday Surprise
- 2016:	The Tinder Sex Experiment
- 2016:	Lustery
- 2017:	Refugees Welcome
- 2017:	Meanwhile in a parallel universe
- 2017:	The Toilet Line
- 2018:	It Is Not The Pornographer Who Is Perverse..
- 2019:	Bride Gang
- 2019:	Gang Car Gang
- 2019:	Ask me Bang
- 2020:	Labyrinth Gang
- 2020:	Kill Gang
- 2020:	Hey Siro
- 2020:	Hirsute
- 2020:	Masquerade of Madness
- 2021:	Even Closer / Hautnah
- 2021:	Ask me Bang Delfine
- 2021:	Hologang
- 2022:  FFMM straight/queer doggy BJ ORAL organsm squirting ROYALE (gebührenfinanziert)